# Municipio Yanacachi
Das Municipio Yanacachi liegt im Departamento La Paz im südamerikanischen Anden-Staat Bolivien.

## Lage im Nahraum
Das Municipio Yanacachi ist eines von fünf Municipios der Provinz Sud Yungas und liegt im südwestlichen Teil der Provinz. Es grenzt im Norden an die Provinz Nor Yungas, im Westen an die Provinz Murillo, im Süden an das Municipio Irupana und im Osten an das Municipio Chulumani.
Das Municipio hat 40 Ortschaften (localidades), der zentrale Ort des Municipios ist Yanacachi mit 314 Einwohnern im nördlichen Teil des Municipios. Die größte Ortschaft in dem Municipio ist die Minensiedlung La Chojlla mit 1573 Einwohnern. (Volkszählung 2012)

## Geographie
Das Municipio Yanacachi liegt in den bolivianischen Yungas auf einer mittleren Höhe von 2000 m an den Osthängen der Anden-Gebirgskette der Cordillera Real. Das Klima der Region ist ein typisches Tageszeitenklima, bei dem die mittlere Temperaturschwankung im Tagesverlauf deutlicher ausfällt als im Verlauf der Jahreszeiten.
Der Jahresniederschlag hier in den subtropischen Yungas liegt bei 1100 mm (siehe Klimadiagramm Coroico) und weist eine deutliche Trockenzeit von Mai bis August und eine Regenzeit von Dezember bis Februar auf. Die Monatsdurchschnittstemperaturen schwanken nur unwesentlich zwischen 20 °C und 25 °C, tagsüber ist es sommerlich warm und nachts angenehm kühl.

## Bevölkerung
Das Municipio hat eine Fläche von 572 km² und im Jahr eine Bevölkerungsdichte von 13,3 Einwohnern/km².
Die Einwohnerzahl des Municipio Yanacachi ist zwischen 1992 und 2024 auf fast das Doppelte angestiegen:
| Jahr | Einwohner | Quelle       |
| ---- | --------- | ------------ |
| 1992 | 4059      | Volkszählung |
| 2001 | 4250      | Volkszählung |
| 2012 | 6302      | Volkszählung |
| 2024 | 7583      | Volkszählung |

Die Lebenserwartung der Neugeborenen lag im Jahr 2001 bei 62,7 Jahren, die Säuglingssterblichkeit ist von 6,9 % (1992) auf 6,2 % im Jahr 2001 gesunken.
Der Alphabetisierungsgrad bei den über 19-Jährigen beträgt 86,6 %, und zwar 91,5 % bei Männern und 80,1 % bei Frauen (2001).
92,6 % der Bevölkerung sprechen Spanisch, 54,8 % sprechen Aymara, und 2,9 % Quechua. (2001)
40,5 % der Bevölkerung haben keinen Zugang zu Elektrizität, 49,5 % leben ohne sanitäre Einrichtung (2001).
84,1 % der 1.188 Haushalte besitzen ein Radio, 30,1 % einen Fernseher, 11,4 % ein Fahrrad, 1,0 % ein Motorrad, 4,4 % ein Auto, 18,8 % einen Kühlschrank, 2,4 % ein Telefon. (2001)

## Politik
Ergebnis der Regionalwahlen (concejales del municipio) vom 4. April 2010:
| Wahl- berechtigte |  | Wahl- beteiligung | gültige Stimmen |  | MAS-IPSP | M.Y.P. | MSM    |
| ----------------- |  | ----------------- | --------------- |  | -------- | ------ | ------ |
| 2.310             |  | 2.025             | 1.466           |  | 752      | 365    | 349    |
|                   |  | 87,7 %            | 72,4 %          |  | 51,3 %   | 24,9 % | 23,8 % |

Ergebnis der Regionalwahlen (elecciones de autoridades políticas) vom 7. März 2021:
| Wahl- berechtigte |  | Wahl- beteiligung | gültige Stimmen |  | MAS-IPSP | J.A.LLALLA.L.P. | PBCSP   | FPV     | MTS    | C-A    | UNIDOS |
| ----------------- |  | ----------------- | --------------- |  | -------- | --------------- | ------- | ------- | ------ | ------ | ------ |
| 2.790             |  | 2.377             | 2.095           |  | 980      | 393             | 274     | 237     | 58     | 34     | 27     |
|                   |  | 85,20 %           | 88,14 %         |  | 46,78 %  | 18,76 %         | 13,08 % | 11,31 % | 2,77 % | 1,62 % | 1,29 % |

## Gliederung
Das Municipio untergliederte sich bei der Volkszählung von 2012 in die folgenden beiden Kantone (cantones):
- 02-1103-01 Kanton Yanacachi – 21 Ortschaften mit 4.402 Einwohnern (2001: 2.856 Einwohner)
- 02-1103-02 Kanton Villa Aspiazu – 19 Ortschaften mit 1.900 Einwohnern (2001: 1.394 Einwohner)

## Ortschaften im Municipio Yanacachi
- Kanton Yanacachi
  - La Chojlla 1573 Einw. – Suiqui Milamilani 491 Einw. – Yanacachi 314 Einw. – Unduavi 80 Einw.

- Kanton Villa Aspiazu
  - Puente Villa 157 Einw. – Villa Aspiazu 144 Einw.